# 釧路市民陸上競技場
釧路市民陸上競技場（くしろしみんりくじょうきょうぎじょう）は、北海道釧路市にある陸上競技場。

## 概要
各種陸上競技を中心に利用している。1997年（平成9年）にはジャパンフットボールリーグ（JFL）時代のコンサドーレ札幌がサガン鳥栖との試合を開催し、8,000人以上の観衆を集めた。現在は日本プロサッカーリーグ（Jリーグ）のスタジアム標準を満たしていない（ピッチサイズ、座席の収容人員など）。

## 施設
釧路市民陸上競技場
利用期間：4月1日から11月15日
日本陸上競技連盟第2種公認
メインスタンド：鉄筋コンクリート造2階建
走路・助走路：全天候型舗装
トラック：1周400m、8コース（直線部80m、3,000m障害走路）
フィールド：走幅跳、三段跳、棒高跳、走高跳、円盤投、ハンマー投、やり投、砲丸投（各2面）
球技場：102m×70m（ラグビー、サッカー使用可能）
室内走路50m、砂場（3コース）
聖火台、写真判定室
照明設備あり
11600人収容（メインスタンド・座席1600人、バック・ゴール裏スタンド・芝生席）
釧路市民陸上競技場附属競技場
利用期間：5月1日から10月10日
走路・助走路：クレイ舗装
トラック：1周400m、8コース（直線部80m）
フィールド：走幅跳、三段跳、棒高飛、円盤投、ハンマー投、やり投、砲丸投（各1面）
球技場：105m×60m（ラグビー、サッカー使用可能）

## 交通
- 北海道旅客鉄道（JR北海道）釧路駅からくしろバス10系統豊美線で約18分（「陸上競技場」バス停下車）

## 参考資料
- “釧路市大規模運動公園体育施設条例”. 釧路市例規類集.  釧路市. 2015年12月18日閲覧。
- “釧路市大規模運動公園体育施設条例施行規則”. 釧路市例規類集.   釧路市. 2015年12月18日閲覧。
- “釧路市スポーツ施設要覧” (PDF).   釧路市. 2015年12月17日閲覧。